# Дубъязское сельское поселение
Дубъя́зское се́льское поселе́ние (тат. Дөбъяз авыл җирлеге, Döbyaz awıl cirlege) — муниципальное образование в Высокогорском районе Республики Татарстан. Административный центр — село Дубъязы.

## История
Границы Поселения установлены Законом Республики Татарстан от 31 января 2005 года № 20 — ЗРТ «Об установлении границ территорий и статусе муниципального образования „Высокогорский муниципальный район“ и муниципальных образований в его составе».

## Население
| 2010  | 2011  | 2012  | 2013  | 2014  | 2015  | 2016  |
| ----- | ----- | ----- | ----- | ----- | ----- | ----- |
| 2025  | ↗2028 | ↘2011 | ↗2012 | ↗2019 | ↗2022 | ↗2038 |
| 2017  | 2018  |       |       |       |       |       |
| →2038 | ↘2036 |       |       |       |       |       |

## Состав сельского поселения
| № | Населённый пункт | Тип населённого пункта | Население |
| - | ---------------- | ---------------------- | --------- |
| 1 | Большой Сулабаш  | деревня                |           |
| 2 | Дубъязы          | село                   |           |
| 3 | Малый Сулабаш    | деревня                | ↘180      |
| 4 | Таршна           | деревня                | →0        |
| 5 | Торнаяз          | деревня                | ↘69       |
| 6 | Шипшек           | деревня                | →2        |

## Объекты экономики
- Дубъязский кирпичный завод
- пилорама в д. Малый Сулабаш

## Известные жители
- Хасан-Гата Габяши — выдающийся религиозный и общественный деятель, мусульманский богослов, тюрколог.
- Султан Габяши — выдающийся татарский и башкирский композитор, педагог и музыкально-общественный деятель.